# Archibald Campbell (1er duc d'Argyll)
Pour les articles homonymes, voir Archibald Campbell et Campbell.
 (février 2019).
Si vous disposez d'ouvrages ou d'articles de référence ou si vous connaissez des sites web de qualité traitant du thème abordé ici, merci de compléter l'article en donnant les références utiles à sa vérifiabilité et en les liant à la section « Notes et références ».
Archibald Campbell (25 juillet 1658 – 25 septembre 1703), 10e comte d'Argyll puis 1er duc d'Argyll, est un pair écossais.

## Biographie
Fils aîné d'Archibald Campbell, 9e comte d'Argyll, et de Mary Stuart, fille de James Stuart, 4e comte de Moray.
Campbell cherche à recouvrer les biens de son père en obtenant la faveur de roi Jacques II. Cependant, après avoir échoué, il soutient Guillaume d'Orange et Marie Stuart dans leur revendication du trône.
Ce soutien important lui vaut de récupérer les biens son père. En outre, il entre au Conseil privé du Royaume-Uni. Il est le chef écossais conseiller de Guillaume III et devient duc en 1701. Il est colonel en chef du régiment de fantassins du comte d'Argyll, qui est impliqué, en 1692, dans le massacre des MacDonald de Glen Coe, mais lui-même ne prend part à aucune opération militaire.
Le 12 mars 1678, il se marie avec Elizabeth Tollemache, fille de Lionel Tollemache, 3e baronnet d'Helmingham, et d'Elizabeth Maitland, à Édimbourg, en Écosse. Ils ont trois enfants:
- John Campbell (10 octobre 1680 – 4 octobre 1743), futur 2e duc d'Argyll ;
- Archibald Campbell (3e duc d'Argyll) (juin 1682 – 15 avril 1761), futur 3e duc d'Argyll ;
- Lady Anne Campbell (avant 1696 – 20 octobre 1736), mariée à James Stuart, 2e comte de Bute, puis à Alexander Fraser.